# Pomeni imen asteroidov: 29001–30000
Pregled pomenov imen asteroidov (malih planetov) od številke 29001 do 30000, ki jim je Središče za male planete dodelilo številko in so pozneje dobili tudi uradno ime  v skladu z dogovorjenim načinom imenovanja. Pregled je preverjen z Schmadelovim “Slovarjem imen malih planetov” (“Dictionary of Minor Planet Names”). 
Pregled pojasnjuje izvor oziroma pomen imen asteroidov, ki ga je priznala Mednarodna astronomska zveza (IAU). Nekateri asteroidi imajo imajo dodatno pojasnilo o izvoru imena, ki pa vedno ni popolnoma zanesljivo (oznaka “†” ali “‡“). Pojasnilo o izvoru imena, ki je označeno z * je potrebno preveriti ali poiskati še v “Slovarju imen malih planetov”.
| Ime                  | Začasna oznaka | Izvor imena |
| 29001–29100          | 29001–29100    | 29001–29100 |
| -------------------- | -------------- | --- |
| 29053 Muskau         | 4466 T-2       | Park Muskau (nemško: Muskauer Park, poljsko : Park Mużakowski ), nahaja se na obeh straneh reke Lužiške Nise med Poljsko in Nemčijo, spada tudi med Unescovo svetovno dediščino †                                                                                         |
| 29085 Sethanne       | 1979 SD        | Sethanne Howard, ameriški astronom, vodja Urada pomorskega almanaha ZDA (U.S. Nautical Almanac Office ) od leta 2000 do 2003 † |
| 29101–29200          |                | |
| 29122 Vasadze        | 1982 YR1       | Tariel Shakrovich Vasadze, ukrajinski avtomobilski izumitelj {MPCit_JPL\|29122 †] |
| 29125 Kyivphysfak    | 1984 YL1       | "Kijevska fakulteta fizike" (Kyiv physics faculty) na Kijevski nacionalni univerzi Tarasa Ševčenka † |
| 29133 Vargas         | 1987 KH5       | Norman ("Norm") L. Vargas, ameriški ljubiteljski astronom, ki je pomagal pri organizaciji fotografskih plošč na 1,2 m Schmidt Oschinovem teleskopu na Observatoriju Palomar who assisted in †                                                                             |
| 29137 Alanboss       | 1987 UY1       | Alan Boss (rojen 1951), ameriški astrofizik † |
| 29146 McHone         | 1988 FN        | John F. McHone, ameriški geolog, oceanograf in planetarni strokovnjak † |
| 29148 Palzer         | 1988 JE        | Wolfgang Palzer, nemški astronom † |
| 29185 Reich          | 1990 TG8       | Ludwig Reich, avstrijski profesor matematike na Univerzi Karla-Franzensa v Gradcu (Karl-Franzens-Universität Graz), izdajatelj večjega števila matematičnih časopisov in član Avstrijske akademije znanosti (Österreichische Akademie der Wissenschaften) †               |
| 29187 Lemonnier      | 1990 US3       | Charles-Pierre Lemonnier, francoski astronom † |
| 29189 Udinsk         | 1990 UY3       | Udinsk (Ulan-Ude), glavno mesto Burjatije v Sibiriji † |
| 29197 Gleim          | 1991 AQ2       | Johann Wilhelm Ludwig Gleim (1719 – 1803), nemški pesnik † |
| 29198 Weathers       | 1991 DW        | Del Weathers, ameriški vodja skupine za izvedbo in oblikovanje Vesoljske postaje Freedom (Space Station Freedom ) † |
| 29201–29300          |                | |
| 29203 Schnitger      | 1991 GS10      | Arp Schnitger (1648 – 1719), nemški izdelovalec orgel † |
| 29204 Ladegast       | 1991 GB11      | Johann Friedrich Ladegast (1818 – 1905), nemški izdelovalec orgel † |
| 29208 Halorentz      | 1991 RT2       | Hendrik Antoon Lorentz (1853 – 1928), nizozemski fizik in dobitnik Nobelove nagrade † |
| 29212 Zeeman         | 1991 RA41      | Pieter Zeeman (1865 – 1943), nizozemski fizik in dobitnik Nobelove nagrade † ‡ |
| 29227 Wegener        | 1992 DY13      | Alfred Lothar Wegener (1880 – 1930), nemški astronom, geolog in meteorolog † |
| 29244 Van Damme      | 1992 OV1       | Jozef Van Damme, nizozemski učitelj in literarni zgodovinar † |
| 29246 Clausius       | 1992 RV        | Rudolf Clausius (1822 – 1888), nemški fizik in matematik † |
| 29292 Conniewalker   | 1993 KZ1       | Connie Walker, ameriški astronom † |
| 29301–29400          |                | |
| 29328 Hanshintigers  | 1994 TU14      | Hanshin Tigers, japonski bejzbolski klub † |
| 29329 Knobelsdorff   | 1994 TN16      | Georg Wenzeslaus von Knobelsdorff, nemški Slikar in arhitekt † |
| 29345 Ivandanilov    | 1995 DS1       | Ivan Vasil'evich Danilov (1952 – 1998), ruski zvonilec, znan po svojih koncertih † |
| 29346 Mariadina      | 1995 DB13      | Maria Dina Mannozzi, italijanska babica v Montelupu † |
| 29348 Criswick       | 1995 FD        | John Criswick, kanadski darovalec za astronomijo † Arhivirano 2005-08-29 na Wayback Machine. |
| 29353 Manu           | 1995 OG        | Manuela Vedovelli, italijanski astronom in prijatelj Andrea Boattinija † Arhivirano 2008-08-01 na Wayback Machine. |
| 29355 Siratakayama   | 1995 QX3       | vulkan Siratakajama, prefektura Jamagata, Japonska † |
| 29356 Giovarduino    | 1995 SY29      | Giovanni Arduino, italijanski geolog † |
| 29391 Knight         | 1996 MB        | Kent Knight, nekaj časa je bil predsednik Astronomskega kluba Fort Bend † Arhivirano 2009-08-31 na Wayback Machine. |
| 29401–29500          |                | |
| 29401 Asterix        | 1996 TE        | Astérix, znamenita oseba iz stripov † |
| 29402 Obelix         | 1996 TT9       | Obélix, znamenita oseba iz stripov † ‡ |
| 29404 Hikarusato     | 1996 TS14      | Hikaru Sato, japonski ljubiteljski astronom, generalni sekretar Astronomske družbe Fukošima ‡ |
| 29427 Oswaldthomas   | 1997 EJ11      | Oswald Thomas, avstrijski astronom, ustanovitelj Astronomskega urada na Dunaju in Astronomske zveze (Astronomischer Verein), ustanovitelj "Zvezdnega vrta" (Sterngarten), ki je sedaj znan kot dunajski planetarij na prostem † Arhivirano 2006-05-11 na Wayback Machine. |
| 29431 Shijimi        | 1997 GA26      | Shijimi, popularna užitna školjka na japonskem † |
| 29435 Mordell        | 1997 JB8       | Louis Joel Mordell (1888 – 1972), ameriško-britanski matematik† |
| 29437 Marchais       | 1997 LG1       | Denis Marchais, francoski ljubiteljski astronom † |
| 29443 Remocorti      | 1997 NM10      | Remo Corti, italijanski ljubiteljski astronom in izdelovalec teleskopov † |
| 29447 Jerzyneyman    | 1997 PY2       | Jerzy Neyman (1894 – 1981), na Poljskem rojen ameriški matematik † |
| 29448 Pappos         | 1997 QJ        | Papos (okoli 290 – okoli 350, starogrški matematik in filozof † |
| 29456 Evakrchová     | 1997 SN2       | Eva Krchová, slovaška ljubiteljska astronomka † |
| 29457 Marcopolo      | 1997 SO4       | Marco Polo, beneški raziskovalec † |
| 29458 Pearson        | 1997 SJ11      | Karl Pearson (1857 – 1936), britanski matematik † |
| 29463 Benjaminpeirce | 1997 TB{{{2}}} | Benjamin Peirce (1809 – 1880), ameriški matematik † |
| 29464 Leonmiš        | 1997 TY9       | Leon Miš, češki ljubiteljski astronom † Arhivirano 2010-09-01 na Wayback Machine. |
| 29467 Shandongdaxue  | 1997 TS26      | Univerza Šandong, Ljudska republika Kitajska † |
| 29471 Spejbl         | 1997 UT7       | Spejbl, ime lutkalutke, oče Hurvíneka † Arhivirano 2010-09-01 na Wayback Machine. |
| 29472 Hurvínek       | 1997 UV7       | Hurvínek, nepoboljšljiva lutka, sin Spejbla † Arhivirano 2010-09-02 na Wayback Machine. |
| 29473 Krejčí         | 1997 UE8       | František Krejčí, ustanovitelj znenega observatorija v Karlovih Varih, Češka † Arhivirano 2010-09-01 na Wayback Machine. |
| 29476 Kvíčala        | 1997 UX14      | Jan Kvíčala, češki pravnik in ljubiteljski astronom † Arhivirano 2010-09-01 na Wayback Machine. |
| 29477 Zdíkšíma       | 1997 UE15      | Zdislav Šíma, češki astronom † ‡ Arhivirano 2010-09-02 na Wayback Machine. |
| 29484 Honzaveselý    | 1997 VJ6       | Jan Veselý (rojen 1990), češki kolesar † Arhivirano 2010-09-01 na Wayback Machine. Arhivirano 2010-09-01 na Wayback Machine. |
| 29490 Myslbek        | 1997 WX        | Josef Václav Myslbek (1848 – 1922), češki kipar † Arhivirano 2010-09-01 na Wayback Machine. Arhivirano 2010-09-01 na Wayback Machine. |
| 29491 Pfaff          | 1997 WB1       | Jean-Marie Pfaff (rojen 1953), belgijski igralec nogometa † Arhivirano 2007-06-30 na Wayback Machine. |
| 29501–29600          |                | |
| 29552 Chern          | 1998 CS2       | Šiing-šen Čern, kitajsko-ameriški matematik in vzgojitelj † |
| 29555 MACEK          | 1998 DP        | MACEK, češki mikroakcelerometer, naprava na satelitu † |
| 29561 Iatteri        | 1998 DU10      | Giampiero Iatteri, italijanski ljubiteljski astronom † |
| 29562 Danmacdonald   | 1998 DM14      | Daniel R. MacDonald, ameriški astrofizik † |
| 29565 Glenngould     | 1998 FD        | Glenn Gould, kanadski pianist † Arhivirano 2005-08-29 na Wayback Machine. |
| 29601–29700          |                | |
| 29613 Charlespicard  | 1998 SB2       | Charles-Émile Picard (1856 – 1941), francoski matematik in vzgojitelj † |
| 29624 Sugiyama       | 1998 TA        | Tomiei Sugiyama, japonski-ameriški nadzornik bejzbolskega moštva † |
| 29643 Plücker        | 1998 VR31      | Julius Plücker (1801 – 1868), nemški matematik in fizik † |
| 29646 Polya          | 1998 WJ        | George Pólya (1887 – 1985), na Madžarskem rojen ameriški matematik † Arhivirano 2004-11-17 na Wayback Machine. |
| 29647 Poncelet       | 1998 WY        | Jean-Victor Poncelet (1788 – 1867), francoski matematik in inženir † |
| 29650 Toldy          | 1998 WR6       | Mikulás in Viera Toldy, slovaška porodničar in pediater (mož in žena) † |
| 29672 Salvo          | 1998 XG9       | Maria Elena Salvo, italijanski astronom † Arhivirano 2008-08-01 na Wayback Machine. |
| 29674 Raušal         | 1998 XO12      | Karel Raušal, češki pravnik in ljubiteljski astronom † Arhivirano 2010-09-01 na Wayback Machine. Arhivirano 2010-09-01 na Wayback Machine. |
| 29700 Salmon         | 1998 YU5       | George Salmon (1819 – 1904), irski matematik in teolog † |
| 29701–29800          |                | |
| 29705 Cialucy        | 1998 YP10      | Lucia Boattini, starejša sestra Andrea Boattinija † Arhivirano 2008-08-01 na Wayback Machine. |
| 29706 Simonetta      | 1998 YS11      | Simonetta Boattini, mlajša sestra Andrea Boattinija † Arhivirano 2008-08-01 na Wayback Machine. |
| 29736 Fichtelberg    | 1999 BE7       | Fichtelberg, najvišja gora na saksonski strani gorovja Ergebirge, Nemčija † |
| 29737 Norihiro       | 1999 BG7       | Norihiro Nakamura, japonski bejzbolist † |
| 29738 Ivobudil       | 1999 BT8       | Ivo Budil, češki science popularizer † |
| 29750 Chleborad      | 1999 CA3       | Cary W. Chleborad, ameriški ljubiteljski astronom in razvijalec natančne kotrolne programske opreme za teleskope in onservatorije † |
| 29753 Silvo          | 1999 CY4       | Silvo Sposetti, sin odkritelja † |
| 29801–29900          |                | |
| 29824 Kalmančok      | 1999 DU3       | Dušan Kalmančok (rojen 1945), slovaški astronom † |
| 29837 Savage         | 1999 FP5       | Leonard Jimmie Savage (1917 – 1971), ameriški statistik † |
| 29845 Wykrota        | 1999 FE21      | Zininha in Henrique Wykrota, brazilska ljubiteljska astronoma, ustanovitelja Observatorija Wykrota (znan tudi kot Observatório Astronômico da Serra da Piedade) in CEAMIGa (Centro de Estudos Astronomicos de Minas Gerais) †                                             |
| 29869 Chiarabarbara  | 1999 GC1       | Chiara in Barbara D'Abramo, sestri drugega odkritelja † ‡ Arhivirano 2008-08-01 na Wayback Machine. |
| 29901–30000          |                | |
| 29910 Segre          | 1999 JV8       | Corrado Segre, italijanski profesor geometrije† |
| 29980 Dougsimons     | 1999 SV6       | Douglas Anthony Simons, ameriški astronom † |
| 29986 Shunsuke       | 1999 XW37      | Shunsuke Nakamura, japonski igralec nogometa † |

| Predhodnik: 28001–29000 | Pomeni imen asteroidov Seznam asteroidov (29001-29250) Seznam asteroidov (29251-29500) Seznam asteroidov (29501-29750) Seznam asteroidov (29751-30000) | Naslednik: 30001–31000 |